# 夏色☆こみゅにけ〜しょん♪
『夏色☆こみゅにけ〜しょん♪』（なついろ・こみゅにけ〜しょん）は、2003年11月7日にTeriosより発売されたアダルトゲーム。略称は『夏こみゅ』。

## 概要
Terios作品第6弾。朝・昼・夜の大まかな時間の概念に、主人公の自宅を主な舞台とするマップ移動とオーソドックスなコマンド選択を組み合わせた、恋愛アドベンチャーゲーム。基本的には朝と昼にヒロイン達との会話を重ね、夜はお目当てのヒロインの元へ夜這いに赴き、存分にセックスを楽しむ…といった流れである。
過去の作品よりもひたすらセックスシーンを盛り込むことを前提に開発されており、それに分類されるイベントグラフィックは全体の約90%（差分込み）にも及ぶが、この比率を超えるTerios作品は2011年現在でもまだ出てきていない。
2008年4月25日には、本作の4年後で登場人物を一新した続編『春色こみゅにけ〜しょん』が発売された。

## あらすじ
日本のどこかの田舎に暮らす少年「鹿嶋直人」と少女「月島千夏」は、小さいころからずっと一緒だったが、鹿嶋家の都会への引っ越しに際してようやく互いの気持ちに気付き、別れを惜しみながらファーストキスを交わす。
それから1年後。直人は電話や電子メールなどを介し、千夏との遠距離恋愛を育んでいた。ある日、千夏から夏休みを利用して会いに来ることの合否を尋ねる1通のメールが届く。浮き足立った直人は、行く予定にしていた両親との海外旅行を急遽取り止めると、千夏を招いてふたりだけの時間を過ごすため自宅にひとり残る。だが、父親の依頼で突如住み込みに来た家庭教師の美女「瀬尾明日香」に加え、海外旅行がなければ足を運ぶはずだった親戚の家に住む妹のような美少女「星乃ツカサ」が押し掛けてきたうえ、隣家に住む色気過剰な美人妻「龍堂冴子」までもが直人に迫ってくる。
直人は周囲の女性たちの介入や誘惑に負けず千夏との甘い日々を貫くか、あるいは彼女たちも交えてさらなる甘い日々を過ごすかを選択することになる。

## 登場人物

### 主人公
鹿嶋 直人（かしま なおと）
都内の公立校生。生まれ故郷の田舎から、1年前に都内へ引っ越してきた。大らかな性格でごく普通の少年だが、都会で暮らしてきた影響から、異性への興味は純朴だった田舎の頃とは違って人一倍に。千夏とは田舎における幼馴染で、相思相愛の間柄。異性への興味は千夏との初体験を機に絶倫な性欲と精力へ転じ、彼女をはじめヒロイン達とのセックス三昧の日々において存分に発揮されることで、やがては千夏と明日香とツカサを相手に行う4Pや冴子と杏子を相手に行う3Pといった、グループセックスすらこなせるようになる。
『春色こみゅにけ〜しょん』にも登場する。

### ヒロイン
主人公とのセックスシーン及び、個別エンディングが存在する。
月島 千夏（つきしま ちなつ）
声 - 長崎みなみ
メインヒロイン。直人とは違って今も田舎で暮らしているため、控え目で純朴かつ一途な性格。田舎と都会で離れ離れとなって以来、直人とは遠距離恋愛を育んでいたが、彼への募る想いから夏休みを利用して単身上京。訪れた鹿嶋家で直人と遂に迎えた初体験の後は、彼の求めに恥じらいながらも懸命に応じる甘い同居の日々を過ごす一方で、少しずつ大胆かつ積極的になっていく。
『春色こみゅにけ〜しょん』のメインヒロイン・月島春香は妹に当たる。
瀬尾 明日香（せのお あすか）
声 - 彩世ゆう
大学教授である直人の父の教え子に当たる、美人家庭教師。他のヒロイン達よりやや大柄で強引な性格。教授から夏休みの間に直人の成績を向上させるように依頼され、鹿嶋家へ住み込む。直人の成績向上が教授からの評価向上に繋がると考えているため、自分の知らない余所から訪れて彼と同居中の千夏を敵視する。実は教授への叶わぬ恋に夢中の身でもあるが、その想いはやがて直人へ向いていく。
『春色こみゅにけ〜しょん』にも登場する。
龍堂 冴子（りんどう さえこ）
声 - 飯田空
鹿嶋家の隣に住んでいる美人妻。勃起不全の夫に内心で欲求不満を募らせる一方、窓から見える直人の若々しい肉体に性欲を募らせていたが、やがて丸見え状態のままでも千夏とのセックスを楽しむようになった彼に我慢できなくなり、直接迫ることに。しかし、直人と千夏の性生活を見守るといった「母性本能」も持ち合わせており、助言やグッズをくれたりする。
星乃 ツカサ（ほしの つかさ）
声 - 北都南
直人の親戚に当たる妹のような美少女。甘えん坊で夢見がちな性格と、千夏との同居のために今年は遊びに来ない直人への想いから、鹿嶋家へ押し掛けてくる。全ヒロイン中最大の巨乳の持ち主。直人と千夏が既に深い関係であることをいち早く看破し、彼を自分の方へ振り向かせようとアプローチを重ねるが、当然それは巨乳を活かしたセックスへ発展していく。
『春色こみゅにけ〜しょん』にも登場する。
鈴原 麻紀（すずはら まき）
声 - 高奈ゆか
直人の友人で聖司の彼女。女性との付き合い方や性格の派手な聖司に悩むなど真面目に思い詰める一方、大らかな性格の直人に惹かれている。奥手そうに見えるが、実は大胆な面を持つ。

### サブヒロイン
主人公とのセックスシーンはあるが、個別エンディングは存在しない。
西原 つぐみ（にしはら -）
声 - 中瀬ひな
千夏が上京中のアルバイト先に選んだ喫茶店「ソレイユ」で働いている、眼鏡っ娘のウェイトレス。いわゆるヤリマンでもあり、都会育ちの立場から千夏に色々と性知識の手解きを行う。
皆川 杏子（みなかわ きょうこ）
声 - 鳩野比奈
冴子のテニス仲間で彼女と同じく美人妻。冴子よりやや幼い容貌であるが、内心では彼女同様に夫への欲求不満を募らせており、普段はそれを温厚な人柄で隠している。

### その他
久遠 聖司（くどう せいじ）
声 - 無量小路兜之介
直人の都内での友人。女好きの派手な美形であるが、基本的に悪い人間ではない。直人にセックスについての助言や、役立つグッズをくれたりする。

## スタッフ
- シナリオ - 無頼寿あさむ、林ふみと、ドイハラフミト、文月京
- キャラクターデザイン - 横田守
- 原画 - 横田守、土代昭治
- 音楽 - 猫野こめっと

## 主題歌
オープニングテーマ「my first summer」
作詞 - 小間浩子 / 作曲 - 上松範康 / 編曲 - 藤間仁 / 歌 - 佐藤ひろ美
エンディングテーマ「夏の終わりに」
作詞 - 上松範康 / 作曲、編曲 - 藤間仁 / 歌 - 佐藤ひろ美

## 回収騒動
2003年11月7日に発売された初回版で無修正画像の混入が確認され、発売直後に回収指示が出された。しかし処罰は厳重注意のみとされ、当時のソフ倫で罰則規定の1つとして定められていた販売中止期間より遥かに短い期間経過後（同年11月14日）に該当の画像を修正し再発売したため、ソフ倫とTeriosの親密度の高さが明らかとなった。

## 番外編
冴子さんといっしょ♪
Teriosファンクラブ期間限定無料配布ソフト第3弾として開発されたアドベンチャーゲーム。それゆえ、一般店舗は当然としてファンクラブ会員でも現在は入手不可。タイトルに在るとおり、冴子をメインとしたミニシナリオがこれ単体で楽しめる。なお、主人公は直人ではない。
ツカサの☆さてぃすふぁくしょん♪
後述の『夏色☆こみゅにけ〜しょん♪ ANOTHER LOVE STORY』（以降、『夏こみゅALS』と表記）の綴じ込み付録CD-ROMに収録されているアドベンチャーゲーム。こちらも開発はTeriosによるもので、タイトルに在るとおり、ツカサをメインとしたミニシナリオがこれ単体で楽しめる。時系列的には本編の1年後。
しかし、『夏こみゅALS』と同じ出版社から同時期に発売された他ソフトハウスの関連書籍と揃って諸般の事情から、初版発売直後に廃刊となる事態が発生したため、入手できなかったファンが続出。この事態に対してTeriosは、後のDVD-ROM版発売時に初回予約先着3000名限定特典CD-ROM『ツカサの☆さてぃすふぁくしょん♪えくすとら』として再配布することを決定。これにより、ようやく普通に日の目を見た。

## 関連商品

### 書籍
夏色☆こみゅにけ〜しょん♪ ANOTHER LOVE STORY
編集はRASPBERRY、発行はソフトバンクパブリッシング。ISBN 9784797327137
原画や声優インタビューより、前述の『ツカサの☆さてぃすふぁくしょん♪』に重きを置いた内容のムック本。#番外編で挙げたように初版発売直後に廃刊となったが、その理由は、編集元や発行元の上層に在るソフトバンクが当時福岡ダイエーホークスの獲得に意欲を見せており、獲得を巡ってのライバルであるライブドアのアダルトゲーム販売事業を批判した手前、自社の出版事業からアダルトゲーム関連書籍を締め出したためと見られている。
夏色☆こみゅにけ〜しょん♪ ビジュアルファンブック
エンターブレインより発行。ISBN 9784757717633
同じムック本でも『夏こみゅALS』とは異なり、本編攻略や原画、開発者インタビューなどの記事が主体となっている。

### CD
夏色☆こみゅにけ〜しょん♪ おりじなるさうんどとらっく
発売はランティス。販売はキングレコード。主題歌2曲を含む全25曲を収録。
テリオスキャラクターCDコレクション Vol.2 月島千夏
発売はTerios。キャラクターソング2曲を収録。